# Термонт (Меріленд)
Термонт (англ. Thurmont) — місто (англ. town) в США, в окрузі Фредерік штату Меріленд. Населення — 6213 особи (2020).

## Географія
Термонт розташований за координатами 39°37′12″ пн. ш. 77°24′24″ зх. д. / 39.62000° пн. ш. 77.40667° зх. д. (39.619928, -77.406787).  За даними Бюро перепису населення США в 2010 році місто мало площу 8,10 км², з яких 8,09 км² — суходіл та 0,01 км² — водойми.

## Демографія
Згідно з переписом 2010 року, у місті мешкало 6170 осіб у 2354 домогосподарствах у складі 1701 родини. Густота населення становила 761 особа/км².  Було 2498 помешкань (308/км²).
Расовий склад населення:
| - 95,8 % — білих - 1,0 % — чорних або афроамериканців - 0,6 % — азіатів - 0,4 % — корінних американців |

До двох чи більше рас належало 1,5 %. Частка іспаномовних становила 2,4 % від усіх жителів.
За віковим діапазоном населення розподілялося таким чином: 25,8 % — особи молодші 18 років, 61,1 % — особи у віці 18—64 років, 13,1 % — особи у віці 65 років та старші. Медіана віку мешканця становила 39,5 року. На 100 осіб жіночої статі у місті припадало 94,0 чоловіків;  на 100 жінок у віці від 18 років та старших — 89,5 чоловіків також старших 18 років.
Середній дохід на одне домашнє господарство  становив 77 867 доларів США (медіана — 68 043), а середній дохід на одну сім'ю — 94 470 доларів (медіана — 81 638). Медіана доходів становила 56 333 долари для чоловіків та 39 375 доларів для жінок. За межею бідності перебувало 8,1 % осіб, у тому числі 9,5 % дітей у віці до 18 років та 2,7 % осіб у віці 65 років та старших.
Цивільне працевлаштоване населення становило 3271 осіб. Основні галузі зайнятості: освіта, охорона здоров'я та соціальна допомога — 26,7 %, роздрібна торгівля — 13,0 %, науковці, спеціалісти, менеджери — 12,2 %.